# Сенді Коллінз
Сенді Коллінз (англ. Sandy Collins, нар. 13 жовтня 1958) — колишня професійна американська тенісистка.
Здобула три парні титули туру WTA.
Найвищу одиночну позицію світового рейтингу — 17 місце досягла 18 серпня 1981, парну — 17 місце — 11 травня 1992 року.
Завершила кар'єру 1994 року.

## Фінали Туру WTA

### Одиночний розряд 1
| Легенда           |   |
| Grand Slam        | 0 |
| WTA Championships | 0 |
| Tier I            | 0 |
| Tier II           | 0 |
| Tier III          | 0 |
| Tier IV & V       | 0 |

| Результат | Ранг | Дата           | Турнір                     | Покриття | Опонент                | Рахунок       |
| Поразка   | 1.   | 20 лютого 1983 | Hershey, Pennsylvania, USA | Тверде   | Карлінг Бассетт-Сегусо | 6–2, 0–6, 4–6 |

### Парний розряд 18 (4–14)
| Легенда           |   |
| Grand Slam        | 0 |
| WTA Championships | 0 |
| Tier I            | 0 |
| Tier II           | 0 |
| Tier III          | 0 |
| Tier IV & V       | 0 |

| Титули за покриттям |   |
| Тверде              | 3 |
| Ґрунт               | 0 |
| Трава               | 0 |
| Килим               | 1 |

| Результат | Ранг | Дата              | Турнір                      | Покриття | Партнер           | Опоненти                             | Рахунок       |
| Перемога  | 1.   | 25 вересня 1983   | Kansas City, Missouri, USA  | Тверде   | Елізабет Смайлі   | Кріс О'Ніл Brenda Remilton           | 7–5, 7–6      |
| Поразка   | 2.   | 25 березня 1984   | Dallas, Texas, USA          | Килим    | Елізабет Соєрс    | Леслі Аллен Енн Вайт                 | 4–6, 7–5, 2–6 |
| Поразка   | 3.   | 6 травня 1984     | Йоганнесбург, ПАР           | Тверде   | Андреа Леанд      | Розалін Феербенк Беверлі Моулд       | 1–6, 2–6      |
| Поразка   | 4.   | 13 жовтня 1985    | Індіяnapolis, Індіяna, USA  | Тверде   | Пенні Барг        | Бонні Гадушек Мері-Лу Деніелс        | 1–6, 0–6      |
| Поразка   | 5.   | 9 березня 1986    | Hershey, Pennsylvania, USA  | Тверде   | Кім Сендс         | Кенді Рейнолдс Енн Сміт              | 6–7, 1–6      |
| Перемога  | 6.   | 19 жовтня 1986    | Токіо, Японія               | Тверде   | Шерон Волш        | Сьюзен Маскарін Бетсі Нагелсен       | 6–1, 6–2      |
| Поразка   | 7.   | 26 жовтня 1986    | Сінгапур                    | Тверде   | Шерон Волш-Pete   | Анна-Марія Фернандес Джулі Річардсон | 3–6, 2–6      |
| Поразка   | 8.   | 19 квітня 1987    | Токіо, Японія               | Тверде   | Шерон Волш-Pete   | Кеті Джордан Бетсі Нагелсен          | 3–6, 5–7      |
| Поразка   | 9.   | 26 квітня 1987    | Taipei                      | Килим    | Шерон Волш-Pete   | Кеммі Макгрегор Синтія Макгрегор     | 6–7, 7–5, 4–6 |
| Поразка   | 10.  | 26 лютого 1989    | Вічита, Kansas, USA         | Тверде   | Лейла Месхі       | Манон Боллеграф Ліз Грегорі          | 2–6, 6–7      |
| Поразка   | 11.  | 21 жовтня 1990    | Scottsdale, Arizona, USA    | Тверде   | Ронні Рейс        | Еліз Берджін Гелен Келесі            | 4–6, 2–6      |
| Поразка   | 12.  | 16 червня 1991    | Birmingham Classic, England | Трава    | Елна Рейнах       | Ніколь Брадтке Елізабет Смайлі       | 3–6, 4–6      |
| Перемога  | 13.  | 6 жовтня 1991     | Мілан, Італія               | Килим    | Лорі Макніл       | Сабін Аппельманс Раффаелла Реджі     | 7–6, 6–3      |
| Поразка   | 14.  | 3 листопада 1991  | Scottsdale, Arizona, USA    | Тверде   | Елна Рейнах       | Марін Гарпер Кеммі Макгрегор         | 5–7, 6–3, 3–6 |
| Перемога  | 15.  | 10 листопада 1991 | Brentwood, Tennessee, USA   | Тверде   | Елна Рейнах       | Басукі Яюк Кароліна Віс              | 5–7, 6–4, 7–6 |
| Поразка   | 16.  | 9 лютого 1992     | Osaka, Японія               | Килим    | Рейчел Макквіллан | Ренне Стаббс Гелена Сукова           | 6–3, 4–6, 5–7 |
| Поразка   | 17.  | 14 червня 1992    | Birmingham, England         | Трава    | Елна Рейнах       | Лорі Макніл Ренне Стаббс             | 7–5, 3–6, 6–8 |
| Поразка   | 18.  | 14 листопада 1992 | Індіанаполіс, Індіяna, USA  | Тверде   | Мері-Лу Деніелс   | Катріна Адамс Елна Рейнах            | 7–5, 2–6, 4–6 |